# Ториски
Ториски (словац. Torysky) — село в Словаччині, Левоцькому окрузі Пряшівського краю. Розташоване в північно-східній частині Словаччини, у південній частині Левоцьких гір.
Уперше згадується в 1284 році.
У селі є греко-католицька церква святого Архангела Михаїла з 1730 року, первісна дерев'яна церква стояла вже в 17 ст.

## Населення
| Рік:            | 1994. | 2004.   | 2014.    | 2024.   |
| --------------- | ----- | ------- | -------- | ------- |
| Кількість осіб: | 431   | 392     | 350      | 321     |
| Різниця:        |       | -9,04 % | -10,71 % | -8,28 % |

| Рік:            | 2023. | 2024.   |
| --------------- | ----- | ------- |
| Кількість осіб: | 324   | 321     |
| Різниця:        |       | -0,92 % |

У селі проживає 347 осіб.
Національний склад населення (за даними останнього перепису населення — 2001 року):
- словаки — 95,91 %,
- русини — 2,40 %,
- чехи — 0,24 %,
- поляки — 0,24 %,

Склад населення за приналежністю до релігії станом на 2001 рік:
- греко-католики — 84,86 %,
- римо-католики — 12,74 %,
- не вважають себе віруючими або не належать до жодної вищезгаданої церкви- 2,16 %